# Primeira Divisão de 1946–47
A Primeira Divisão de 1946-47 foi a 13.ª edição do Campeonato Português de Futebol.
Nesta edição o número de equipas participantes foi alargado para 14, sendo o Sporting que ganhou o campeonato. Foi o terceiro título do clube.
Esta foi uma época de transição, a primeira em que participaram equipas promovidas da II Divisão, e a última na qual as equipas se apuraram a partir dos campeonatos regionais: a partir desta época todas os participantes dos campeonatos nacionais da I e II Divisão teriam como origem os campeonatos nacionais da época anterior.

## Os 14 clubes participantes
| Equipa            | Participações    | Cidade                 | No campeonato desde | Época 1945/1946 |
| ----------------- | ---------------- | ---------------------- | ------------------- | --------------- |
| Belenenses        | 13 participações | Lisboa                 | 1934/1935           | 1°              |
| Benfica           | 13 participações | Lisboa                 | 1934/1935           | 2°              |
| Sporting          | 13 participações | Lisboa                 | 1934/1935           | 3°              |
| FC Porto          | 13 participações | Porto                  | 1934/1935           | 6°              |
| Académica         | 13 participações | Coimbra                | 1934/1935           | 10°             |
| Vitória Setúbal   | 8 participaçőes  | Setúbal                | 1943/1944           | 7°              |
| Olhanense         | 6 participações  | Olhão                  | 1941/1942           | 4°              |
| Vitória Guimarães | 6 participações  | Guimarães              | 1941/1942           | 8°              |
| Boavista          | 4 participaçőes  | Porto                  | 1945/1946           | 11°             |
| Atlético          | 3 participações  | Lisboa                 | 1945/1946           | 5°              |
| SL Elvas          | 2 participações  | Elvas                  | 1945/1946           | 9°              |
| Estoril           | 2 participações  | Estoril                | 1946/1947           | Segunda Divisão |
| Famalicão         | Estreante        | Vila Nova de Famalicão | 1946/1947           | Segunda Divisão |
| Sanjoanense       | Estreante        | São João da Madeira    | 1946/1947           | Segunda Divisão |

### Equipas apuradas
Após definição inicial de um campeonato com 12 clubes: os 10 mais bem classificados da época anterior, o campeão da 2ª divisão e o vencedor do play-off entre o 11º da Primeira Divisão e o 2ª da II Divisão, decidiu-se em alargar o campeonato a 14 equipas sendo atribuídas mais uma vaga à AF Porto (que tinha apenas um representante) e AF Aveiro, precisamente as duas associações que tinha terminado fora dos 10 primeiros.
- Primeira Divisão de 1945–46: Belenenses, Benfica, Sporting, Olhanense, Atlético, FC Porto, Vitória Setúbal, Vitória Guimarães, SL Elvas e Académica
- Segunda Divisão de 1945–46: Estoril e Famalicão
- AF Porto:  Boavista
- AF Aveiro: Sanjoanense

## Classificação

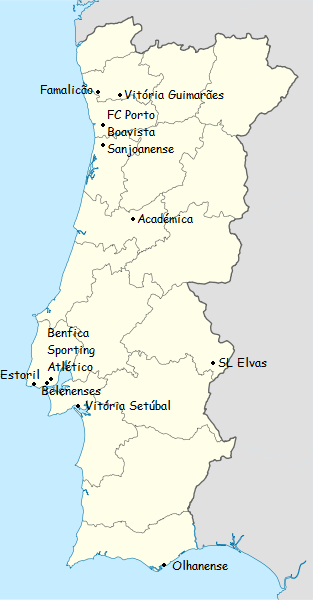
Os 14 clubes participantes

| Pos | Equipa            | J  | V  | E | D  | GM  | GS  | Diff | Pts |
| --- | ----------------- | -- | -- | - | -- | --- | --- | ---- | --- |
| 1   | Sporting          | 26 | 23 | 1 | 2  | 123 | 40  | +83  | 47  |
| 2   | Benfica           | 26 | 20 | 1 | 5  | 99  | 47  | +52  | 41  |
| 3   | Belenenses        | 26 | 14 | 5 | 7  | 66  | 31  | +35  | 33  |
| 4   | FC Porto          | 26 | 15 | 3 | 8  | 73  | 45  | +28  | 33  |
| 5   | Estoril           | 26 | 16 | 1 | 9  | 96  | 55  | +41  | 33  |
| 6   | Olhanense         | 26 | 11 | 4 | 11 | 69  | 73  | -4   | 26  |
| 7   | Atlético          | 26 | 11 | 3 | 12 | 56  | 61  | -56  | 25  |
| 8   | Vitória Guimarães | 26 | 8  | 8 | 10 | 54  | 54  | 0    | 24  |
| 9   | Boavista          | 26 | 7  | 6 | 13 | 52  | 74  | -22  | 20  |
| 10  | SL Elvas          | 26 | 9  | 2 | 15 | 65  | 89  | -24  | 20  |
| 11  | Académica         | 26 | 8  | 4 | 14 | 49  | 96  | -47  | 20  |
| 12  | Vitória Setúbal   | 26 | 8  | 4 | 14 | 45  | 50  | -5   | 20  |
| 13  | Famalicão         | 26 | 7  | 3 | 16 | 60  | 100 | -40  | 17  |
| 14  | Sanjoanense       | 26 | 2  | 1 | 23 | 26  | 118 | -92  | 5   |

|  | Liguilha I/II Divisão  |
|  | Despromoção II Divisão |

## Calendário
|                   | SP  | BF  | PT  | BL  | EP  | OL   | AT  | VG  | BV  | EV  | AC   | VS  | FM  | SJ   |
| Sporting          |     | 6-1 | 3-2 | 3-0 | 5-0 | 8-0  | 9-2 | 3-1 | 4-1 | 9-1 | 9-1  | 3-0 | 7-3 | 4-0  |
| Benfica           | 3-1 |     | 4-0 | 3-1 | 3-1 | 4-1  | 3-0 | 4-1 | 6-2 | 3-2 | 4-1  | 3-2 | 5-1 | 13-1 |
| FC Porto          | 2-4 | 3-2 |     | 0-0 | 2-1 | 10-2 | 1-0 | 3-2 | 6-0 | 3-1 | 4-2  | 5-0 | 3-3 | 6-0  |
| Belenenses        | 2-0 | 2-1 | 0-2 |     | 4-0 | 5-1  | 1-1 | 1-1 | 7-1 | 2-1 | 5-1  | 3-2 | 8-0 | 7-0  |
| Estoril           | 2-4 | 6-3 | 3-1 | 0-3 |     | 6-1  | 6-2 | 5-0 | 1-2 | 9-1 | 6-1  | 8-0 | 3-2 | 9-0  |
| Olhanense         | 3-5 | 1-6 | 2-4 | 3-0 | 4-2 |      | 4-0 | 0-0 | 1-0 | 4-1 | 12-0 | 1-1 | 6-1 | 5-0  |
| Atlético          | 1-6 | 3-2 | 1-3 | 1-1 | 3-4 | 2-2  |     | 2-0 | 5-0 | 4-2 | 4-0  | 1-0 | 5-1 | 2-0  |
| Vitória Guimarães | 1-2 | 2-5 | 1-4 | 1-4 | 1-2 | 5-0  | 4-3 |     | 8-0 | 3-3 | 2-2  | 1-1 | 3-1 | 6-1  |
| Boavista          | 2-4 | 1-3 | 3-3 | 1-1 | 2-2 | 1-1  | 2-1 | 1-2 |     | 4-1 | 7-1  | 4-0 | 5-0 | 6-1  |
| SL Elvas          | 3-5 | 3-5 | 3-1 | 1-0 | 3-5 | 4-3  | 2-1 | 2-2 | 8-1 |     | 3-2  | 4-3 | 2-1 | 8-0  |
| Académica         | 1-3 | 3-3 | 2-1 | 2-0 | 3-5 | 2-3  | 3-2 | 1-1 | 4-3 | 4-3 |      | 1-0 | 4-2 | 5-2  |
| Vitória Setúbal   | 1-1 | 0-1 | 4-0 | 2-1 | 2-1 | 3-1  | 2-3 | 1-2 | 1-1 | 7-0 | 5-1  |     | 0-1 | 3-0  |
| Famalicão         | 5-9 | 1-5 | 2-1 | 1-5 | 2-6 | 2-3  | 2-4 | 3-3 | 2-2 | 5-3 | 6-1  | 2-1 |     | 7-3  |
| Sanjoanense       | 2-6 | 2-4 | 0-3 | 2-3 | 1-3 | 1-5  | 1-3 | 0-1 | 1-0 | 3-0 | 1-1  | 1-4 | 3-4 |      |

## Melhores Marcadores
Fernando Peyroteo futebolista natural de Angola do Sporting Clube de Portugal, foi o melhor marcador da época, tendo marcado 43 golos.
| #   | Jogador  | Clube    | Golos |
| 1   | Peyroteo | Sporting | 43    |
| ... | ...      | ...      | ...   |

## Promoções e despromoções 1947/1948
- Liguilha I/II Divisão

| 6 Julho 1947 | Lusitano VRSA | 3 – 2 | Famalicão | Estádio do Lumiar, Lisboa |
|              |               |       |           | Árbitro: João Vaz         |

Despromovidos à Segunda Divisão 1947/1948
- Famalicão
- Sanjoanense

Promovidos à Primeira Divisão 1947/1948
- Sporting Braga (Campeão II Divisão)
- Lusitano VRSA (vencedor liguilha)

## Campeão
| Primeira Divisão 1946-47 |
| ------------------------ |
| Sporting 3° título       |